# Народный артист Дагестана
«Наро́дный арти́ст Республики Дагестан» (часто можно встретить неофициальное «народный артист Дагестана») — высшее почётное звание Республики Дагестан, присваиваемое за выдающиеся заслуги в области театрального, музыкального, циркового, эстрадного и киноискусства. Входит в Государственную наградную систему Дагестана.

## Информация
Почётное звание «Народный артист Республики Дагестан» — артистам и режиссёрам театра, кино, телевидения, эстрады, ансамблей, хоровых коллективов, а также музыкальным исполнителям, обладающим исключительным мастерством, создавшим выдающиеся художественные образы, спектакли, музыкальные произведения, имеющим особые заслуги в деле развития искусства.

## Первые народные артисты Дагестана
- Первыми народными артистами Дагестана стали в 1935 году: Арашев, Омар (аварец), Сирануш Измайлова (татка).

## Обладатели почетного звания по годам

### Народные артисты Дагестанской АССР

#### 1935
- Арашев, Омар (1898—1938) — аварский певец-импровизатор[1]
- Измайлова, Сирануш Александровна (1907—1983) — азербайджанская советская актриса, заслуженная артистка РСФСР (1940)[2]

#### 1936
- Нуцалова, Патимат Нуцаловна (1910—1946) — аварская советская певица[3]

#### 1939
- Магаев, Абдурахман Алиевич (1909—1986) — основатель аварского театра.

#### 1955
- Абдуллаев, Шахмардан Гасан-Гусейнович (1911—1996) — кумыкский советский актёр, лакский писатель, драматург, режиссёр.
- Джетере, Сервер Джемилевич (1906—1980) — советский дагестанский и крымскотатарский актёр, театральный режиссёр, драматург.
- Мусалаев, Магомед Шапиевич (1913—1964) — лакский советский театральный актёр, заслуженный артист РСФСР[4]
- Хизроева, Патимат Хизриевна (1925—2005) — аварская и советская актриса театра и кино. Заслуженная артистка РСФСР (1960). Народная артистка РСФСР (1981).
- Агабалаев, Сефербек Агабалаевич (1896—1964) — лезгинский артист, режиссёр, актёр Лезгинского театра. Народный артист ДАССР (1955)[источник не указан 402 дня]
- Абубакаров, Урудж Абубакарович (1911—1984) — лезгинский музыкант-духовик —  мастер игры на зурне, тютяке и дудуке. Заслуженный артист ДАССР (1949). Народный артист ДАССР (1955). Заслуженный артист РСФСР (1960)[источник не указан 402 дня]
- Шамсиджахан Казимагомедовна Кухмазова (1924—2009) — лезгинская театральная актриса. Заслуженный артист ДАССР (1950), Народная артистка ДАССР (1955), Заслуженный артист РСФСР (1960) и Народный артист РСФСР (1981).

#### 1956
- Курбанова, Айшат Магомедовна (1919—2000) — актриса Аварского драматического театра им. Г. Цадасы. Заслуженная артистка РСФСР (1970).
- Мартини, Густав Фёдорович (1881—1967) — русский советский актёр театра и кино.
- Токарь, Софья Семеновна (род. в 1905) — русская советская актриса.

#### 1958
- Инусилов, Басир Магомедович (1924—1963) — актёр Аварского театра. Заслуженный артист РСФСР.
- Манафов, Казим Абасович (1927—1999) — дагестанский советский танцор, хореограф, педагог, балетмейстер.
- Набиева, Зейнаб Набиевна (1912—1994) — аварская советская театральная актриса. Народная артистка РСФСР (1960).
- Кухмазов, Мурадхан Абдулджалилович (1914—1986) — лезгинский советский театральный актёр, народный артист РСФСР[источник не указан 402 дня]

#### 1960
- Абдулхаликов, Махмуд Абдулхаликович (1926—2007) — аварский и советский актёр театра и кино, театральный режиссёр, публицист.
- Аванесов, Артем Владимирович (1920—1963) — музыкант-нагарист (доулист). Солист государственного ансамбля «Песни и танца Дагестана»
- Балугов, Исмаил Абдулхаликович (1908—1991) — советский актёр театра, драматург.
- Гасанова, Муи Рашидовна (1930—2014) — аварская, дагестанская советская и российская певица.
- Джум-Джум, Мусаиб Мамедалиевич (1905—1974) — советский театральный режиссёр
- Рамазанов, Кумбай Фаталиевич (1912—1995) — лезгинский и советский актёр. Народный артист Дагестанской АССР (1960)[источник не указан 402 дня]
- Керимов, Сейфулла Асадуллаевич (1921—1991) — лезгинский композитор, музыковед, критик, собиратель национального фольклора, Народный артист Дагестана (1960), Заслуженный деятель искусств РСФСР. Член Союза композиторов СССР (1969)[5]

- Мурадова, Барият Солтан Меджидовна (1914—2001) — кумыкская советская актриса, певица. Народная артистка СССР[6].
- Манафова, Галина Ивановна (1929—2005) — солистка Дагестанского Государственного ансамбля «Песни и танца Дагестана» (1944—2014 гг.)

#### 1965
- Айдаев, Багиш Мустафаевич (1932—1979) — лезгинский писатель, актёр, режиссёр, драматург. Заслуженный артист ДАССР (1960). Народный артист ДАССР (1965). Заслуженный артист РСФСР (1971)[7]
- Ибрагимова, Шагун Джафаровна (1921—2016) — советская и российская дагестанская театральная актриса

#### 1966
- Магомедов, Рамазан Хизриевич (1932—1997) — виртуоз игры на пандуре (чунгуре).
- Магомедов, Магомед Магомедович (1930—1994) — дагестанский канатоходец.

#### 1968
- Далгат, Джемал-Эддин Энварович (1920—1991) — советский и дагестанский дирижёр, педагог, переводчик либретто.
- Меджидова, Сидрат Меджидовна (1938—2015) — аварская советская и российская актриса, артистка Аварского музыкально-драматического театра имени Гамзата Цадасы (с 1952 года), Народная артистка Российской Федерации (2005).

#### 1972
- Айгумов, Айгум Эльдарович (род. в 1937) — актёр театра и кино, театральный режиссёр, публицист.

#### 1973
- Френкель, Ян Абрамович (1920—1989) — композитор-песенник

#### 1974
- Кобзон, Иосиф Давыдович (1937—2018) — советский и российский эстрадный певец, российский политический и общественный деятель, музыкальный педагог.

#### 1976
- Бектемирова, Дагмара Магомедовна (1939—1988) — дагестанская советская танцовщица
- Магомедова, Издаг Ибрагимовна (род. 1937)
- Эфендиева, Рена Зияудиновна (1938—2022) — советская и лезгинская пианистка и педагог

#### 1977
- Рагимова, Дурия Гюльбабаевна (1929-2014) — советская и лезгинская певица и актриса

#### 1978
- Махаев, Арипулла Абдулмеджидович (1932—2017) — аварский и советский актёр театра и кино.
- Рагимова, Дурия Гюльбаба кызы (1929—2014) — выдающаяся лезгинская певица и театральная актриса, режиссёр, публицист, переводчица, партийный лидер и общественный деятель.
- Сайдумов, Абдулкадир Сайдумович (1930—2002) — лезгинский писатель и артист. Народный артист ДАССР (1978). Заслуженный артист РСФСР (1986)[источник не указан 402 дня]

#### 1979
- Муслимов, Джамалутдин Муслимович (1909—2005) — советский дагестанский танцовщик (артист балета), хореограф.
- Фельцман, Оскар Борисович (1921—2013) — советский и российский композитор.

#### 1980
- Абдулгапуров, Хайбула Абдулович (род. в 1942) — художественный руководитель Аварского музыкально-драматического театра имени Г. Цадасы.
- Курумова, Инесса Алимовна (1936—2015) — советская и российская театральная актриса.

#### 1981
- Дибирова, Манарша Махмудовна (1935—2012) — аварская и советская актриса, певица.
- Казимагомедова, Хайбат Казимагомедовна (1922—2003) — дагестанская советская и российская актриса театра.
- Курбанова, Султанат Муртузалиевна (1934—1996) — советская и российская артистка, певица.
- Магомедов, Садык Магомедович (1932—2005)
- Мизрахи, Роза Михайловна
- Муратбеков, Юсуп Кахсуруевич (1933—1994)
- Шароев, Иоаким Георгиевич (1930—2000) — советский и российский оперный и эстрадный режиссёр, педагог.

#### 1986
- Гаджиев, Гаджи Магомедович (1947—2020) — солист Государственного академического заслуженного ансамбля танца Республики Дагестан «Лезгинка».
- Потапушкина, Алевтина Александровна — Заслуженная артистка РСФСР
- Дадаев, Феликс Гаджиевич

#### 1987
- Улакаев, Магомед Алмашевич (1941—2004) — дагестанский певец.

#### 1990
- Эльмурзаева, Бурлият Шахмановна (род. в 1940) — выдающаяся дагестанская кумыкская певица
- Шапиева, Алпият Шапиевна (1955—2022) — выдающаяся дагестанская даргинская певица

#### Год присвоения неизвестен
- Абакаров, Рабадан Гасанович (1917—1998) — советский цирковой артист, канатоходец.
- Асадулаев, Даку Юсупович — аварский певец и актёр театра.
- Абасов, Муса Абасович — певец, актёр и танцор Аварского музыкально-драматического театра им. Г. Цадасы.
- Велиханов, Садедин Тахмазханович — лезгинский артист, актёр лезгинского музыкально-драматического театра им. С. Стальского (г. Дербент). Народный артист ДАССР[источник не указан 402 дня]
- Хасметов, Алибег — лезгинский артист, выпускник ГИТИС. Народный артист ДАССР[источник не указан 402 дня]

- Гаджикурбанов, Яраги Исаевич (1917—1997) — советский цирковой артист, канатоходец.
- Гамзатова Зайнаб Салимовна — актриса Аварского музыкально-драматического театра им. Г. Цадасы.
- Джамалудинов, Сайгидсалим (1910—1993) — аварский певец, исполнитель народных песен.
- Кантулов, Далгат Магомедович — композитор и исполнитель.
- Магомедов, Хайбула Гаджиевич — артист Аварского музыкально-драматического театра им. Г. Цадасы. Заслуженный артист РФ.
- Махтулаев Мама (Сали-Сулейман) (1879—1966) — советский цирковой артист. Заслуженный артист Азербайджана[8].
- Серебренников, Леонид Фёдорович (род. в 1947) — советский и российский певец, актёр.
- Хадуллаев, Магомед Хадуллаевич — Заслуженный артист РФ.
- Элимбаев, Топа Хамитович (род. в 1945) — танцор, балетмейстер, основатель и руководитель ансамбля «Зия»

### Народные артисты Дагестана

#### 1992
- Курбанов, Курбан Абдурашидович (род. 1945) — художественный руководитель ГБУ РД "Государственный ансамбль песни и танца «Дагестан»[9].
- Хадуллаев, Мутай Хадуллаевич — Заслуженный артист РФ[10].
- Эфендиев, Валерий Абдулович (1941—2002) — актёр, театральный деятель.

#### 1993
- Казиев, Гусейн Гусейнович (род. в 1952) — аварский и советский актёр театра и кино. Заслуженный артист РФ.

#### 1996
- Алисултанов, Алжанбек Алисултанович (1937—2009)
- Гаджимурадова, Людмила Гаджиевна (1938) — солистка хора телерадиокомпании «Дагестан».
- Новрузбеков, Эседуллах Сеферуллаевич (1942—2013) — лезгинский режиссёр, драматург, театровед, народный артист РД, заслуженный артист РФ, член СП РФ. Окончил ВГИК, аспирантуру, высшие режиссёрские курсы ГИТИСа им. А. В. Луначарского[11].
- Сыченков, Николай Максимович (1925—2012) — советский и российский актёр театра, заслуженный артист России.

- Такиев, Имагаджи Такиевич (род. в 1929) — советский и российский актёр театра и кино.

#### 1997
- Абдурахманов, Шагав Нурмагомедович (1927—2020) — аварский певец, народный герой Дагестана, исполнитель народных песен.
- Багдулов, Магомедрасул Ибрагимович (1931—2012) — аварский, советский и российский актёр театра и кино. Актёр Аварского музыкально-драматического театра им. Гамзата Цадасы. Заслуженный артист РФ (2003).
- Омаров, Магомед Омарович (артист) (1950—1998) — хоровой артист, народный артист Дагестана.

#### 1998
- Магомедов, Басир Насирович (род. в 1953) — советский и российский актёр театра и кино. Заслуженный артист РФ.
- Хангереев, Зулумхан Зулумханович (род. в 1955) — Заслуженный артист РФ. Народный артист Российской Федерации.
- Керимов, Шамиль Гаджиевич
- Чараков, Рупат Магомедович (род. в 1948)

#### 1999
- Джамалудинов, Абакар Нурулгудаевич (род. в 1957) — аварский певец и композитор.
- Абдуллаева, Зарифа Ахмедпашаевна
- Мажидова, Лейла Магомедовна

#### 2000
- Мамедов, Тарлан Зербалиевич (род. 1950) — лезгинский солист хора ГТРК «Дагестан», а также артист хора Дагестанского государственного театра оперы и балета. Народный артист Республики Дагестан (2000)[12]
- Новиков, Виктор Владимирович (род. в 1933)[13]
- Осаева, Тотуханум Ибрагимовна (род. в 1956)
- Самойлова, Валентина Михайловна (род. в 1961)
- Уруджев, Ахмед Уруджевич (1937—2018) — композитор и певец. Народный артист Республики Дагестан[источник не указан 402 дня]
- Рамазанов, Ибрамхалил Рамазанович (род. 1944) — актёр Лезгинского театра. Заслуженный артист ДАССР (1990). Народный артист Дагестана (2000).

#### 2001
- Шарипова, Мирханум Керимовна

#### 2002
- Абдулмуслимова, Сапият Абдулмуслимовна
- Шапиева, Марзият Насруллаевна
- Джумакаева, Барият Шахтиевна
- Ахмедов, Исамудин (Савмудин) Мирзамагомедович (1956—2020)[14] — лезгинский музыкальный деятель, журналист.
- Магомедмирзаев, Абдулла Гаджиевич[14] (род. в 1962) — аварский и советский артист, исполнитель народных песен.

#### 2003
- Гаджиева, Сулгият Рзаевна
- Омаров, Абдурашид Омарович
- Такиев, Имагаджи Такиевич (1929—2005) — артист аварского государственного музыкально-драматический театр им. Г. Цадасы. Заслуженный артист РФ.
- Нурмагомедов, Магомед Нурмагомедович (род. в 1947) — артист аварского государственного музыкально-драматический театр им. Г. Цадасы.

#### 2004
- Абакаров, Магомед Абакарович (род. в 1966) - дирижера Эстрадно-симфонического оркестра Республики Дагестан. Заслуженный деятель искусств РД.

#### 2005
- Абасов, Магомед Басирович (род. в 1965) — директор ГБУ РД «Дагестанского государственного театра оперы и балета».
- Авдолимов, Биньямин Абрамович
- Белова, Татьяна Викторовна
- Джабуков, Магомед-Камиль Абакарович (род. в 1964)
- Джумакаев, Байсолтан Атагишиевич
- Курачев, Магомедтагир Магомедсайгидович (род. в 1948) — аварский певец, солист Дагестанского театра оперы и балета. Заслуженный артист РФ.
- Магомедов, Алиасхаб Магомедович (род. в 1928)
- Магомедов, Аслан Садыкович
- Абакаров, Магомед Абакарович
- Акаутдинов, Имамитдин Магомедович
- Ахмедова, Мадина Ахмедовна
- Синдиков, Магомедтамир Салимханович

#### 2007
- Гайдарбеков, Адильбий Шамсутдинович
- Иманголов, Салих Магомедович (1947—2012) — советский и российский актёр драматического театра. Режиссёр-постановщик Аварского музыкально-драматического театра им. Г. Цадасы
- Махаева, Зайнаб Алиевна[15]
- Мирзабеков, Мирзабек Кадырович (1950—2020) — лезгинский актёр, драматург, режиссёр, переводчик. Главный режиссёр Лезгинского театра. Заслуженный артист Дагестана (1996), Народный артист Дагестана (2007)[16]

#### 2008
- Зейналов, Азер Зейналабдин оглы[17] (род. 1964) — ведущий солист-вокалист Азербайджанского театра оперы и балета, город Баку.
- Ибрагимова, Эльза Имамеддин кызы[17] (1938—2012) — композитор, город Баку.
- Исрафилов, Автандил Эйнулла оглы[17] (1941-2023) — художественный руководитель ансамбля Зейнаб Ханларовой, город Баку.
- Гулиева, Ильхама Мазахир кызы[17] (1943-2016) — солистка-вокалистка Азербайджанского государственного симфонического оркестра телевидения и радио имени Ниязи, город Баку.
- Рзаев, Заур Алигусейн оглы[17] (род. 1952) — солист-вокалист Азербайджанского государственного театра песни имени Р. Бейбутова, город Баку.
- Гаджиева, Лариса Ибрагимхалиловна (род. в 1977) — дагестанская эстрадная певица.
- Кагирова, Патимат Мухтаровна (род. в 1970) — дагестанская эстрадная певица.
- Камалов, Мухсин Шамсудинович (род. в 1965)
- Магомедалиев, Ухумали Магомедович — Художественный руководитель ансамбля танца «Ватан». Заслуженный деятель искусств России. Народный артист Чеченской Республики.
- Масленникова, Елена Александровна
- Динмагомедова, Жинасат Магомедовна

#### 2009
- Джамалутдинова, Хадижат Магомедсултановна (род. в 1970)— аварская певица. Заслуженная артистка Республики Ингушетия.

#### 2010
- Абсаматова, Зайнаб Хабибовна (род. в 1963) — солистка вокально-инструментального ансамбля «Лунный свет»[18].
- Кусалаева, Патимат Абдурахмановна (род. в 1949) — аварская певица, исполнительница народных песен[19].
- Чунаева, Зуганат Даудовна — солистка народного ансамбля[19].

#### 2011
- Джандаров, Тамерлан Загидиевич (род. в 1930)

#### 2012
- Акавов, Нариман Кандаурович (род. в 1965)
- Алиева, Уди Гаджибуттаевна
- Манапов, Гусейн Манапович (род. в 1963) — Заслуженный деятель искусств Республики Дагестан.
- Мусаева, Светлана Салмановна — солистка Дагестанского Государственного Театра оперы и балета.
- Шахбазов, Новруз Магомедтагирович (род. в 1961) — дагестанский советский и российский дирижёр.
- Фаталиев, Абдула Алиевич (род.в 1939)
- Мамедов, Мамед Алимагомедович (род. 1948) — лезгинский артист. Заслуженный артист Республики Дагестан (1995). Народный артист Республики Дагестан (2012). Актёр Лезгинского драматического театра им. С. Стальского с 1970 года[20]
- Дадашев, Дадаш Муслимович
- Манапов, Гусейн Манапович
- Ахмедов, Ахмед Мусаевич
- Оздоев, Муса Хазботович
- Фаталиев, Абдулла Алиевич

#### 2013
- Алиев, Артур Алиевич (род. в 1971) — танцор ансамбля «Лезгинка».
- Алишихова, Цибац Магомедовна — солистка Даггосфилармонии.
- Раджабов, Исамудин Раджабович (1974—2016) — танцор ансамбля «Лезгинка».
- Алиева, Лаура Омаровна (род. в 1983) — певица, исполнительница аварских песен. Заслуженная артистка Дагестана (2011).

#### 2014
- Зубаиров, Рамин Анварбегович — танцор ансамбля «Лезгинка»
- Омарова, Ларина Махмудовна (род. в 1942) — советская и российская актриса театра
- Розум, Юрий Александрович (род. в 1954) — российский пианист, народный артист России (2001).
- Кухмазова, Зерифа Мурадхановна
- Гаджилаев, Гаджилав Магомедгаджиевич — заведующий отделом «Дома культуры» города Кизилюрт.
- Тутов, Заур Нажидович — певец

#### 2015
- Шахдилова, Луиза Нуховна[21] (род. в 1963).
- Алиева, Татьяна Зарфалиевна[22] (род. в 1951) — советская и российская актриса театра.
- Закерьяев, Шихабдуллах Казанбекович[23] (1938—2022) — лезгинский артист драмы, актёр ГБУ «Государственный лезгинский музыкально-драматический театр им. С. Стальского».
- Курбанмагомедова, Саният Магомедовна[23]
- Шукюров, Адалят Закир оглы (род. 1966) — азербайджанский эстрадный певец.

#### 2016
- Кажлаев, Мурад Магомедович(род. в 1931) — советский, дагестанский композитор, дирижёр, педагог, общественный деятель[24].

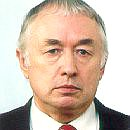
Кажлаев, Мурад Магомедович

- Кулизанов, Курбан Омарович (род. в 1967) — поэт, композитор и певец[25].
- Рзакулиев, Шербет — лезгинский музыкант, мастер-кларнетист. «Заслуженный артист Республики Азербайджан». «Заслуженный артист Республики Дагестан» (2008). «Народный артист Республики Дагестан» (2016)[26].
- Халилов, Валерий Михайлович[27]
- Загиров, Руслан Шарапутдинович[источник не указан 1084 дня]
- Тимохин, Алексей Юрьевич[источник не указан 1084 дня]
- Зейналова, Фаризат Магамедовна[источник не указан 1084 дня]
- Исмаилова, Мадина Османовна[источник не указан 1084 дня]
- Рамазанова, Ариадна Андрониковна[источник не указан 1084 дня]

#### 2017
- Бигачов, Курбанмагомед Магомедович[28] — солист-вокалист вокально-хореографического ансамбля «Гуниб».
- Багишев, Эдуард Маллаевич (1936—2021)[29] — артист лезгинского театра.
- Рамазанова, Кристина Владимировна[30] — эстрадная певица.
- Пенжалиева, Миная Гейзалиевна[источник не указан 1084 дня] (род. в 1974) — дагестанская эстрадная певица.
- Синдиков, Магомедтамир Салимханович[источник не указан 1084 дня] (род. в 1957) — аварский певец, автор и исполнитель.
- Хирамагомедов, Хирамагомед Муртузалиевич[источник не указан 1084 дня] (род. в 1965) — руководитель оркестра народных инструментов.
- Гаджиалиев, Гаджиали Алиевич[источник не указан 1084 дня]
- Данилова, Любовь Николаевна[источник не указан 1084 дня]
- Мещерин, Владимир Георгиевич[источник не указан 1084 дня]
- Хлебников, Валерий Владимирович[источник не указан 1084 дня]
- Алиев, Серкер Алифендиевич[источник не указан 1084 дня]

#### 2018
- Дюранд Сутуев, Марио Али[31] (род. 1984) — российский певец и музыкант, актёр. (род. в 1984) — российский музыкант
- Буттаева, Габибат Насрулаевна (род. в 1974) — дагестанская певица[источник не указан 1084 дня]
- Нурлубаева, Фатима Явгайтаровна[источник не указан 1084 дня]
- Газиев, Бутта Ярагиевич (род. в 1958) — танцор ансамбля «Лезгинка»[источник не указан 1084 дня]
- Ибрагимов, Тельман Адильевич (род. в 1979)[источник не указан 1084 дня]
- Капланов, Шамсутдин Шапилович (род. в 1965) — актёр Лакского театра[источник не указан 1084 дня]
- Омаргаджиев, Абакар Магомедович (род. в 1965) — аварский певец[источник не указан 1084 дня]
- Хабибулаева, Наира Набиевна (род. в 1966) — артистка Аварского Музыкально-драматического театра им. Г.Цадасы.[источник не указан 1084 дня]

#### 2019
- Магомедова, Зарема Абдулманаповна[32] (род. 1961) — актриса кумыкского дагестанского театра.
- Шарипов, Мазагиб Шамсутдинович[32] — композитор.
- Иманалиев, Алихан Халилрахманович[33] — артист оркестра ансамбля «Лезгинка».
- Кудайбердыев Яхья Таймасханович[34]
- Каримов, Ринат Гасанович[35] (род. 1984) — российский певец и музыкант, актёр.

#### 2020
- Увайсова, Диана Алиасхабовна[36]
- Шаипов, Латип Умарпашаевич[37]
- Магомедов, Магомед Магомедалиевич[37]

#### 2021
- Гаджимагомедов, Сухраб Гаджимагомедович[38]
- Дибиров, Гасангусейн Зульфукарович[38]
- Ибрагимов, Эльман Адильевич[38]
- Магомедова, Евгения Викторовна[38]
- Агаханов, Агахан Рамазанович[39]
- Батырбекова, Халисат Курбановна[39]
- Фролов, Владимир Афанасьевич[39]
- Гасанбекова, Зарина Гасан-Гусейновна[40]
- Нугаева, Залина Нугаевна[40]

#### 2022
- Магомедова, Пирдав Камаловна (род. в 1957) — ведущая артистка Государственного ансамбля песни и танца «Дагестан»[41]
- Мамедова, Джамиля Играмудиновна[41]
- Сайдиев, Мугудин Шапиевич[41]
- Магомедова, Юлиана Сулеймановна[42]
- Ханакаев, Шамиль Мухтарахмедович[42]
- Гаджиева, Патимат Абдулаевна[43]
- Нухов, Мухтар Зубаилович[43]

#### 2023
- Абдулмеджидова, Майсарат Гамзатовна (род. в 1961) — актриса Аварского музыкально-драматического театра им. Г. Цадасы. Заслуженная артистка Республики Дагестан.

#### Год присвоения неизвестен
- Абдуллаева, Тамара (род. в 1956) — Заслуженный артист Республики Дагестан.
- Валиева, Эльира Магомедовна — Заслуженный артист Республики Дагестан.
- Ильясов, Хабиб — Солист Государственного мужского хора «Поющая Чарода»
- Магомедшапиев, Камалутдин Омарович — Заслуженный артист РСФСР, Заслуженный работник культуры РФ. Солист Дагестанского театра оперы и балета.
- Магомедов, Магомед Галиевич (род. в 1945) — солист хора ГТРК «Дагестан».
- Насрулаева, Айшат — Заслуженный артист Республики Дагестан.
- Тахиев, Омар Абдулаевич — исполнитель аварских народных песен.
- Тимохин, Алексей Юрьевич (род. в 1966) — советский и российский дагестанский артист театра[44].
- Аюбов, Омар (1925—2015) — лезгинский поэт-песенник, автор многочисленных песен на стихи лезгинских поэтов для солистов и хора, оркестровых сочинений. Народный артист Республики Дагестан[источник не указан 402 дня].
- Магомедова, Умукусум — Заслуженный артист Республики Дагестан.
- Бинетов, Рамазан Омарович (1935—2012) — лезгинский музыкант-виртуоз, музыкант Государственного оркестра народных инструментов ГТРК «Дагестан». Заслуженный деятель культуры ДАССР, Народный артист Республики Дагестан[45]
- Абдуллаев, Асеф Мехманович (1930—2015) — лезгинский поэт, композитор, прозаик и драматург. Заслуженный деятель искусств ДАССР, Народный артист Республики Дагестан. Известен под псевдонимом «Асеф Мехман» (лез. «Асеф Мегьман»)[46]
- Махсудов, Абдурашид Гасанович (1934—2021) — лезгинский актёр театра. Народный артист Республики Дагестан. Заслуженный артист РФ[7]
- Габибов, Абдуллах Тажибович (род. 1949) — лезгинский артист и режиссёр. Народный артист Дагестана. Заслуженный артист Российской Федерации[47]
- Зейналова, Фаризат Магомедовна (род. 1964) — ведущая актриса Лезгинского музыкально-драматического театра. Народная артистка Республики Дагестан[48]